# Кропивницький Мар'ян Юлійович
Кропивницький Мар'ян Юлійович (8 вересня (21 вересня) 1903, село Черепашинці на Поділлі — 16 серпня 1989, Київ, Україна) — український художник та живописець польського походження.
Головні відомості про життя художника зберегаються у приватному архіві сім'ї Кропивницького.

## Життєпис
Кропивницький Мар'ян Юлійович народився в селі Черепашинці, нині Калинівського району Вінницькій області, у родині селян-бідняків.
У 1921 році він закінчив 7-річну школу.
У 1922—1923 роках навчався у Вінницькій художній профшколі під керівництвом художника Степана Слободянюка-Подоляна, який був одним з організаторів Вінницького краєзнавчого музею та школи живопису.
З 1925 по 1929 роки М. Кропивницький навчався у Київському художньому інституті на художньо-педагогічному факультеті під керівництвом Павла Костянтиновича Голуб'ятникова (1892—1942), який був учнем відомого російського художника Кузьми Петрова-Водкіна.
Після закінчення вишу з  вересня 1929 року Кропивницький керував курсами з підготовки робітників для вступу до Художнього інституту і викладав курс живопису на цих курсах.
За ініціативою ректора Київського художнього інституту Івана Врони Кропивницького було призначено на посаду асистента при дослідчому кабінеті експериментального ІЗО в інституті та, водночас був асистентом  Казимира Малевича.
М. Кропивницький був членом Асоціації Художників Червоної України (АХЧУ) в м. Києві. У жовтні 1930 року він приєднався до Всеукраїнської асоціації пролетарських митців (ВУАПМИТ). Входив також до Об'єднання сучасних митців України (ОСМУ).
У період 1931—1941 рр. М.Кропивницький був членом Київського комітету художників і працював за контрактами.
У 1932 році він вступив до аспірантури при Всеукраїнському історичному музеї імені Тараса Шевченка (тепер Національний музей історії України).
У 1942—1943 роках за дорученням Товариства архітекторів та художників виконував художньо-живописні роботи під час реставрації храму святителя Миколая Чудотворця в селі Яблунівка Білоцерківського району.  Храм було зруйновано у 1970–1980-х роках.
У 1944 році М. Кропивницького мобілізували. З березня по червень 1944 року він служив у складі Дніпровського флотського пів екіпажу, а згодом був мотористом у 47-му мостопідйомному загоні до грудня 1945 року.
Мар'ян Кропивницький не був членом Національної спілки художників України.
Художник опинився поза системою. Без підтримки Спілки художників він не мав стабільної роботи, майстерні, зарплати та пенсії. Він був вільним художником.
У 1962—1973 роках М.Кропивницький був членом та брав участь у діяльності Київського фотоклубу. Експериментував у галузі фотографії та слайдів. Разом із дочкою взяв участь у конкурсі та здобули 2-й приз на бієнале слайдів у м. Радомі (Польща).
Поціновувач польської та української культури та історії, він разом із дочкою у 1971—1973 рр. навчався в університеті «Пам'ятники України». Разом вони відвідали міста та села, палаци і фортеці, які пов'язані з історією польського прикордоння.
Кропивницький Мар'ян Юлійович помер 16 серпня 1989 року, похований на Лісовому кладовищі в Києві.
У квітні 2016 року у видавництві «Родовід» побачила світ книжка «Казимир Малевич. Київський період. 1928—1930» (упор. Т. Філевська). До неї, зокрема, увійшли матеріали з архіву М.Кропивницького періоду його роботи в Київському художньому інституті .

## Творчість
Художник малював олійними фарбами, але мав роботи, зроблені у техніці акварелі, пастелі, олівцем і малюнки вугіллям. У його доробку портрети, натюрморти, пейзажі тощо.

## Виставкова діяльність
Роботи Кропивницького брали участь у виставках:
- 1931 р. «Украинская ССР: Третья художественная выставка киевского филиала ВУАПМИТ. Галерея ударников Киевщины»
- 1936 р. «Москва. Выставка работ бригады польских советских художников»
- 1937 р. «Юбилейная выставка произведений художников УССР. 1917—1937»
- 1937 р. «Квітуча Україна»
- 1941 р. «УССР: Первая групповая выставка художников и скульпторов, членов киевского местного комитета РАБИС».

## Родина
- Дружина Ганна Кропивницька
- Дочка Яніна Кропивницька

## Цікаві факти
- Мар'ян Кропивницький любив творчість двох польських «віщих» поетів Юліуша Словацького та Зигмунта Красінського, про яких згадував:

|  | Якою була б доля, якби свого часу я не отримав дві книжечки (Словацького та Красинського), не читав журналів із с. Пустохи, не був у Вінницькій школі (живопису) та Київській (КХІ). Якщо б не наявність звичаїв та плину часу. Чи малював би, мріяв, читав, подорожував, творив? Як би склалася доля? |

- Колекціонував книги та листівки.